# Рубель Вадим Анатолійович
Вади́м Анато́лійович Рубе́ль (нар. 1966) — український науковець, історик, спеціаліст з історії Японії, цивілізацій Класичного Сходу і Доколумбової Америки та політичної історії Далекого Сходу. Доктор історичних наук (1999), професор (2002). Автор наукових публікацій в галузях японістики, кореїстики, китаїстики, арабістики, африканістики, інкознавства. Розробив і впровадив у науковий обіг нову систему транскрибування японських слів засобами української мови.

## Біографія
Вадим Рубель народився 1966 року в місті Уфа, Башкирія, РРФСР, де в той час за розподілом працював після закінчення Харківського авіаційного інституту його батько. Рід Рубелів походить із села Великі Деревичі Любарського району Житомирської області України. Дід — Рубель Петро Іванович (1911—2000) — Герой Соціалістичної праці, Заслужений агроном Української РСР. Батько — Рубель Анатолій Петрович (1939—1983) — кандидат технічних наук.
1983 року Вадим Рубель вступив на історичний факультет Київського державного університету ім. Т. Г. Шевченка. Протягом 1985–1987 років проходив дійсну строкову службу в Збройних Силах СРСР. 1987 року повернувся на історичний факультет, який закінчив з відзнакою 1990 року.
Протягом 1990–1993 років працював асистентом кафедри історії стародавнього світу та середніх віків Київського університету імені Тараса Шевченка. 1993 року захистив кандидатську дисертацію на тему «Політико-історичні концепції середньовічної Японії XIII — першої половини XIV ст.». 1993—1994 рр. — на дипломатичній роботі у відділі країн Азії і Тихоокеанського регіону МЗС України. 1994 року повернувся до викладацької роботи на історичному факультеті Київського Національного університету імені Тараса Шевченка.
З 1995 року — доцент, з 2000 року — професор кафедри історії стародавнього світу та середніх віків. 1999 року захистив докторську дисертацію на тему «Походження військово-самурайської державності у традиційній Японії (сер. I тис. до н. е. — кін. XIV ст. н. е.)», яка стала першою в історії української історичної науки докторською дисертацію в галузі японістики.
Опублікував понад 80 наукових, навчальних і навчально-методичних праць з історії, філології та політології в галузях сходознавства й америндології. Автор першого в Україні університетського підручника з історії Середньовічного Сходу (Київ: Либідь, 2002); першого в українській науці вузівського навчального посібника з історії цивілізацій Доколумбової Америки (Київ: Либідь, 2005); першої в історії україномовної тематичної хрестоматії з історії Середньовічного Сходу (3-є вид. — Київ: Либідь, 2011).
Викладає нормативні і спеціальні курси:
- «Історія Середньовічного Сходу»;
- «Класичне історіописання традиційного Сходу»;
- «Культура народів Середньовічного Сходу»;
- «Історія цивілізацій Доколумбової Америки»;
- «Типологія та динаміка людських цивілізацій».

Член кількох спеціалізованих вчених рад по захисту докторських і кандидатських дисертацій в галузях всесвітньої історії, політології та етнології.
Член редколегії фахових журналів:
- «Східний світ» (Інститут сходознавства ім. А. Кримського НАН України);
- «Українська орієнталістика» (Національний університет «Києво-Могилянська академія»).

## Основні праці
- Рубель В. А. Історія середньовічного Сходу: Курс лекцій: Навч. посібник. — Київ: Либідь, 1997. — 464 с. (укр.)

- Рубель В. А. Японська цивілізація: традиційне суспільство і державність. — Київ: Аквілон-Прес, 1997. — 256 с. (укр.)

- Рубель В. А. Історія середньовічного Сходу. Тематична хрестоматія: Навч. посібник. — Київ: Либідь, 2000 (2-ге вид., стереотип. — Київ: Либідь, 2002). — 624 с. (укр.)

- Рубель В. А. Історія середньовічного Сходу: Підручник. — Київ: Либідь, 2002. — 736 с. (укр.)
- Рубель В. А. Війна інків з чанками: проблема датування // Вісник Київського національного університету імені Тараса Шевченка / Київський національний університет імені Тараса Шевченка. — Київ, 2002. — С. 107—110. — (Історія ; Вип. 59/60) В. А.

- Shevchenko Olga. The Stories of bygone years / Edited by V.A. Rubel: Manual for post-graduates and students of Humanities. — Kyiv: «Yurydychna Knyha» Publishing House, 2003. — 464 p. (англ.)

- Рубель В. А. Історія цивілізацій Доколумбової Америки: Навч. посібник. — Київ: Либідь, 2005. — 504 с. (укр.)
- Рубель В. А. До питання про адекватність перекладу назви першої збірки найдавнішої японської поезії "ман"йосю" // Східний світ / НАН України, Інститут сходознавства ім. А. Кримського. — Київ, 2007. — № 3. — С. 114—115.
- Рубель В. А. Нова історія Азії та Африки: Постсередньовічний Схід (XVIII — друга половина XIX ст.): Навч. посіб. — Київ: Либідь, 2007. — 560 с. (укр.)
- Рубель В. А. Транскрибування японських слів засобами української мови: проблеми і пропозиції // Східний світ. — 2009. — № 4. — С. 151—156. (укр.)
- Головченко В. І., Рубель В. А. Нова історія Азії та Африки: Колоніальний Схід (кінець XIX — друга третина XX ст.): Навч. посіб. — Київ: Либідь, 2010. — 520 с. (укр.)
- Рубель В. А. Історія Середньовічного Сходу: Тематична хрестоматія: Навч. посіб. — Вид. 3-тє, доп. і перероб. — Київ: Либідь, 2011. — 792 с. (укр.)
- Историки Доколумбовой Америки и Конкисты. — Київ: Либідь. Кн. 1 : Фернандо де Альва Иштлильшочитль Хуан Баутиста де Помар / пер. с исп. В. Н. Талаха ; под ред. В. А. Рубеля. — 2013. — 500, [4] с., [4] л. фотоил. : ил., фотоил., табл. — Библиогр.: с. 495—501.